# 沼田の河岸段丘

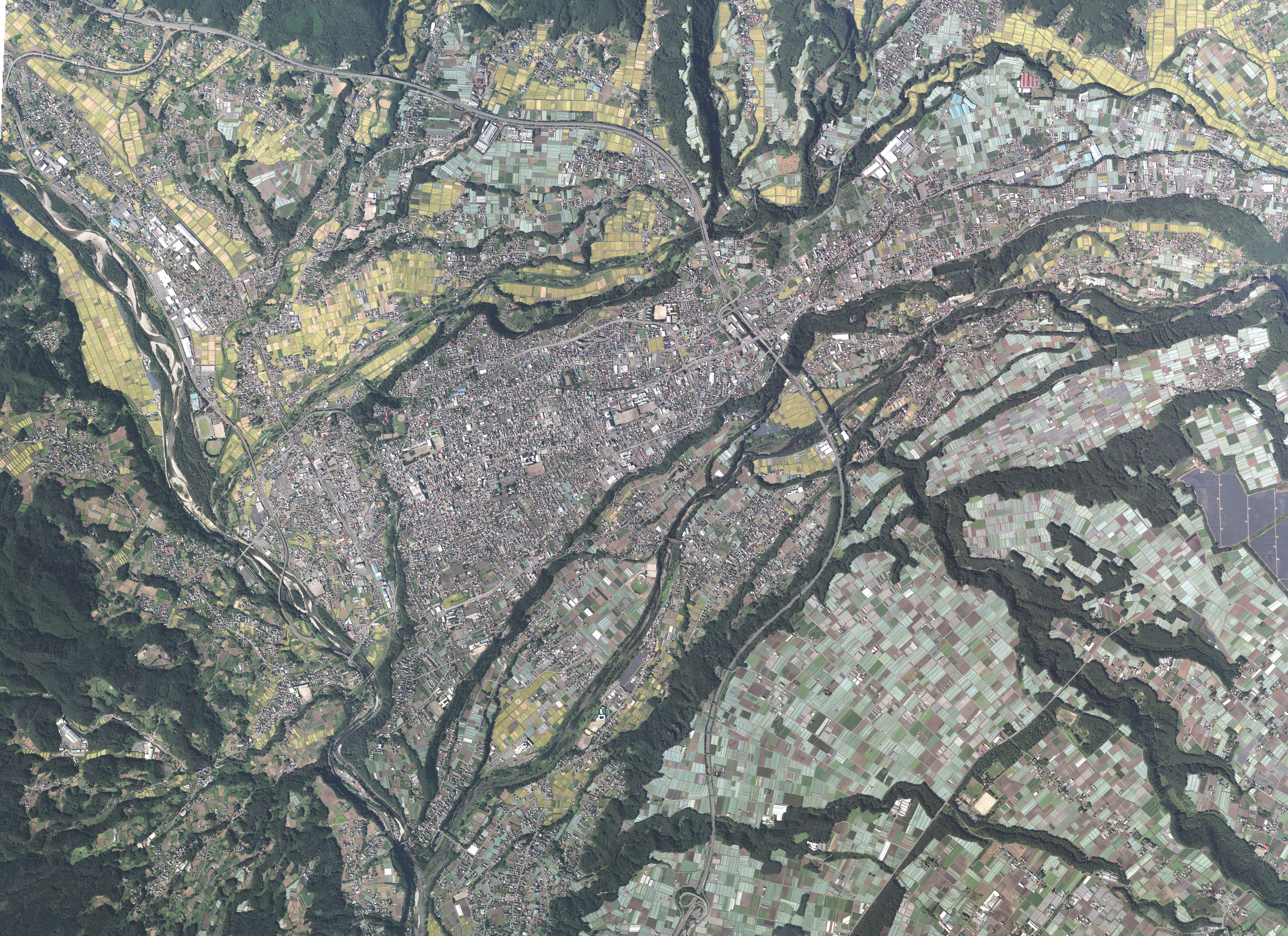
2019年（令和元年）撮影の沼田市中心部周辺の空中写真。画面中央の市街地を取り囲むように河岸段丘が形成されている。上越線沼田駅は河岸段丘西側の麓に位置している。2019年9月19日撮影の9枚を合成作成。。

沼田の河岸段丘（ぬまたのかがんだんきゅう）。本項では群馬県沼田市周辺の河岸段丘について述べる。

## 概要
沼田の河岸段丘は大規模かつ、形もはっきりしているため、日本一美しい河岸段丘とも言われている。片品川沿いに利根川と合流する前の下流域で段差が深くはっきりとした河岸段丘が発達しており、形がわかりやすいため、地理の教材で取り上げられていることが多い。
河岸段丘は沼田以外にも沼田周辺に存在し、みなかみ町月夜野の赤谷川と利根川の合流地点周辺にも河岸段丘が広がっている。他にも薄根川沿いにも河岸段丘があり、沼田公園や上川田から三峰山の麓を見ると、川沿いに広がる河岸段丘を見ることができる、その他に昭和村の生越から貝野瀬にかけての河岸段丘などもあり、こちらは日本一美しい河岸段丘の一つとされる。

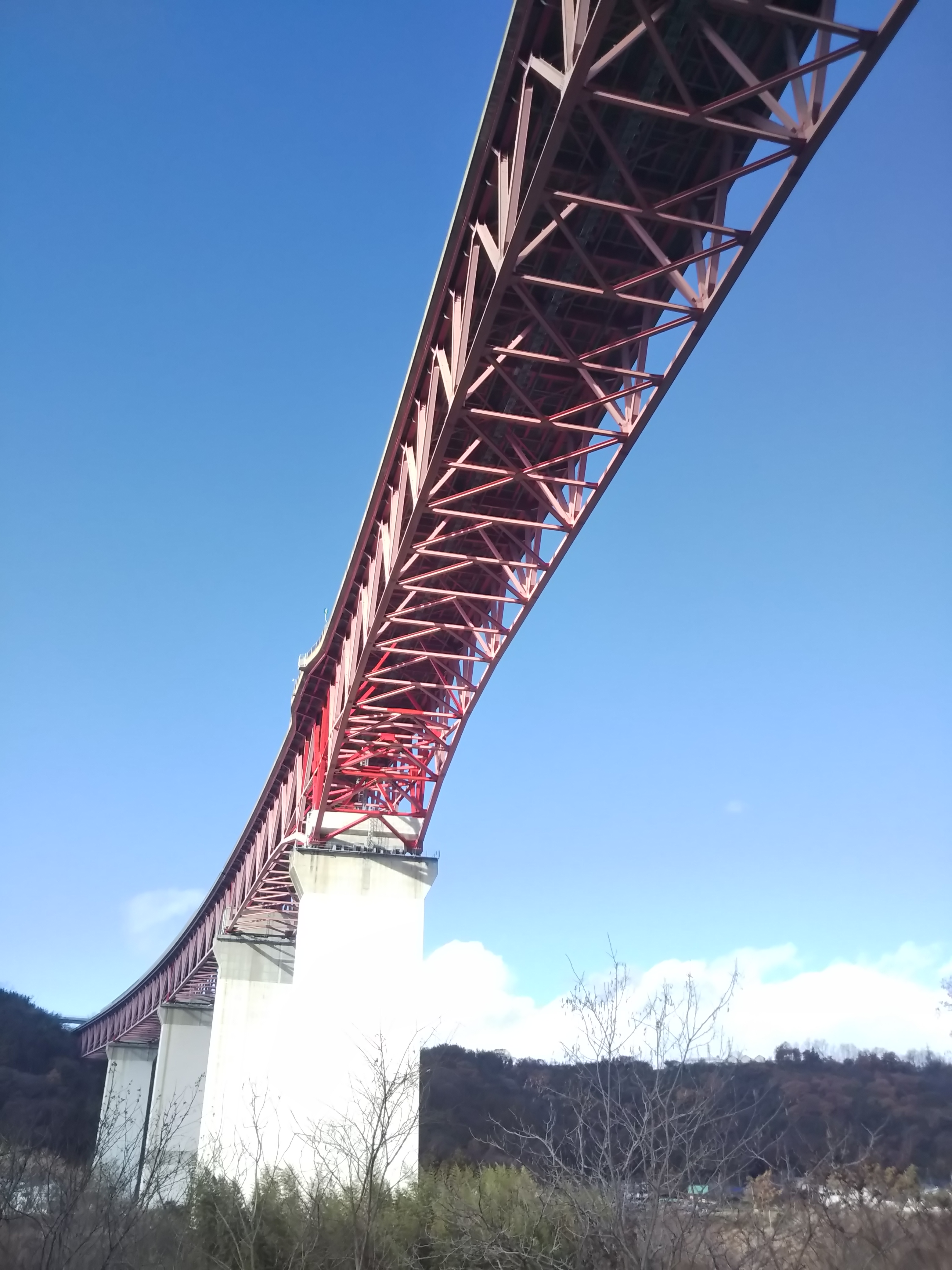
関越自動車道片品川橋の道路付近がおよそだが上部の高さと等しく、かなりの高低差があることが窺える。

河岸段丘の上部と下部の高低差は大きく、沼田市街地とJR上越線沼田駅との高低差は約70mある。
河岸段丘は、関越自動車道片品川橋の橋脚付近からも棚田状に広がっていることが確認でき、より標高の高い市街地や椎坂峠や雨乞山、子持山などからはよりはっきり確認することができる。
過去には沼田周辺の河岸段丘や盆地を利用したダムを造るダム計画があったが、住民の強い反対により却下された。

## 形成
沼田の河岸段丘のある沼田盆地は古代、湖となっていた。その湖に流れ込む川が泥や砂を運び、次第に埋め立てられ、湖は平原へと姿を変え、平原の低い場所に水が流れるようになった。それぞれの川の両岸では、棚田のような階段状の地形を見ることができる。